# SAVE
SAVE (Survey of Architectural Values in the Environment) er et dansk-udviklet system til kortlægning og registrering af kulturmiljøer og udpegning af bevaringsværdige bygninger. SAVE har været anvendt ved udarbejdelsen af bydelsatlas, kommuneatlas, kulturmiljøatlas og kulturarvsatlas i regi af først Planstyrelsen, Skov- og Naturstyrelsen og siden Kulturarvsstyrelsen siden 1987. Kontorchef Gregers Algreen-Ussing, siden professor ved Kunstakademiets Arkitektskole, var en ledende kraft i skabelsen af SAVE-systemet.
SAVE har to niveauer: Et holistisk niveau, hvor kulturmiljøer, landskabelige kvaliteter og landmarks kortlægges (uden kvantitativ bedømmelse) samt en vurdering af enkelte bygningers bevaringsværdier, typisk i bykerner (med kvantitativ bedømmelse).
Enkeltbygninger vurderes på fem områder:
- arkitektonisk værdi, fx om bygningen er et godt eksempel på en bestemt byggestil, eller en egns- eller tidstypisk byggemåde-
- kulturhistorisk værdi, fx om bygningen er blevet beboet af en kulturhistorisk personlighed, eller har spillet en særlig historisk rolle.
- miljømæssig værdi, fx om bygningen indgår i et særligt bymiljø.
- originalitet, dvs. om bygningen fremstår, som da den blev bygget.
- tilstand, dvs. om bygningen er velholdt.

Vurderingerne sammenfattes i en karakter fra 1–9, og hvor bygninger med karakter 1–4 betegnes som bevaringsværdige.
Udpegning af en bygning som bevaringsværdig gælder bygningens ydre i modsætning til  bygningsfredning, der har betydning for, hvad husejeren må og ikke må med sin ejendom. En kommune kan optage bevaringsværdige huse i en lokalplan eller kommuneplan, og Kulturarvstyrelsen kan udpege bevaringsværdige huse med samme virkning, som hvis de var optaget i en kommuneplan eller lokalplan.